# Chiesa di San Michele (Uggiate con Ronago)
La chiesa di San Michele è un edificio di culto cattolico situato a Trevano, nel territorio comunale di Uggiate con Ronago, in provincia di Como.

## Storia e descrizione
Il primo nucleo della chiesa di San Michele risale al periodo longobardo.
Le diverse fasi costruttive della chiesa sono oggi ben identificabili guardando la struttura attuale dall'esterno, e ciò è stato reso possibile da una campagna di restauro attuata negli anni 1980-1981.
In origine, la chiesa era un edificio in stile romanico, eretto probabilmente come cappella di un attiguo castello (fortificazione che sarebbe poi stata trasformata nell'attuale Palazzo Parravicini). Inizialmente, la chiesa era orientata sull'asse est-ovest. A testimonianza di questo impianto originario, all'esterno dell'attuale edificio sopravvivono:
- lungo il fianco orientale, la parte inferiore di un'abside[6],[3][4][7]
- lungo il fianco occidentale, l'antica facciata[3][4][8] e il relativo portale.[6]

Alla destra dell'antico portale si trova un blocco in ghiandone forato, riportato alla luce durante i restauri citati sopra. Secondo gli studiosi, questo masso avrebbe originariamente costituito dapprima il coperchio di un sarcofago romano e, in seguito, il montante per un maglio.
Tracce della chiesa romanica si riscontrano anche in alcune porzioni affrescate all'interno dell'edificio, tra le quali le decorazioni dello strombo di una delle monofore dell'abside.
La struttura romanica originaria sarebbe stata conclusa entro la prima metà dell'XI secolo, mentre gli affreschi sarebbero databili al periodo di transizione tra il Mille e il Millecento. Tra la seconda metà del Duecento e il secolo successivo sono invece databili i resti di affresco che, nel catino absidale, raffigurano parte dei dodici apostoli e dei quattro evangelisti. Alcuni di questi affreschi sono stati strappati dalla loro sede originaria e, dopo un restauro, ricollocati presso la sede della parrocchia di Uggiate.
Più tardive sono ulteriori decorazioni pittoriche conservate all'interno della chiesa, come l'affresco tardoquattrocentesco di Sant'Antonio Abate, posto nell'originaria controfacciata; quest'opera è attribuita o alla scuola dei De Seregno o al pittore drezzese Luchino Pozzi. Risale invece al 1541 (o 1581) l'affresco raffigurante Madonna con il Bambino, San Michele e San Giovanni Battista, posto sul settecentesco altare. 
La parte superiore dell'abside venne aggiunta nel corso del Cinquecento, periodo in cui la chiesa subì un primo ampliamento che comportò la costruzione dell'odierna sacrestia e l'allargamento della navata in direzione nord. Questi lavori comportarono la distruzione di un grande affresco di Dio Cristo Pantocratore, del quale sono oggi visibili solo due piedi. Al posto di questo affresco, venne eseguito un Cristo Giudice tra i cherubini. Allo XVI secolo risalgono anche i motivi geometrici bianco-rossi ancora visibili su quella che in origine costituiva la facciata della chiesa. 
Ulteriori lavori, avviati entro il 1685, comportarono una modifica dell'orientamento della chiesa, che venne ruotato di 90° in senso antiorario rispetto quello della struttura precedente. I lavori del 1685 durarono oltre ottant'anni, protraendosi fin'oltre la visita pastorale del 1756 da parte del vescovo Neuroni. 
Durante il XVIII secolo, la chiesa di San Michele costituì una vicaria della pieve di Uggiate. Un intervento settecentesco e un sopralzo ottocentesco (che comportò anche la realizzazione di volte a botte sia nella navata sia nel presbiterio) diedero alla navata la sua forma attuale. Al Settecento risale la finestra a lunetta sulla parete nord, tamponata nel secolo seguente. La facciata fu invece rifatta nel 1928. 
I restauri di inizio anni 1980 hanno inoltre riportato completamente alla luce l'abside romanica, che con le sue tre monofore era stata parzialmente celata da una serie di modifiche effettuate durante i lavori avvenuti nel corso del XVIII secolo. All'interno della chiesa si conservano inoltre tele dei secoli XVII e XVIII, una croce d'altare settecentesca e arredi ottocenteschi in legno intarsiato. 
Il campanile, forse costruito in sostituzione di una precedente torre campanaria in stile romanico, fu innalzato in tre fasi successive, avvenute rispettivamente nell'ultimo quarto del XVI secolo, nel XVIII secolo e nel primo quarto del XX secolo.
A fianco della chiesa si trovava un cimitero, già documentato nel 1490, il quale versava in cattive condizioni già durante le visite pastorali effettuate tra il 1577 e il 1581 dal vescovo di Como Gianantonio Volpi.